# Sthelenus ichneumoneus
Sthelenus ichneumoneus là một loài bọ cánh cứng trong họ Cerambycidae.